# MGA Entertainment
MGA Entertainment è una casa di produzione di giocattoli fondata nel 1997. Fra i suoi prodotti di punta c'è la linea di bambole Bratz.